# Шоколадный домик
Шоколадный домик — неофициальное название особняка С. С. Могилевцева в Киеве, в котором впоследствии проживали известные деятели науки, общественно-политической и государственной жизни. Построен в 1899—1901 годах. Расположен по адресу ул. Шелковичная, 17/2 (с 1918 года; в 1900—1917 годах — № 15-А), рядом с домом Икскюль-Гильденбанда.

## История
С 1830-х годов усадьба принадлежала генералу П. Константиновичу — кадровому военному, участнику многих военных походов русской армии, отличившемуся в 1812 году под Смоленском и в битве при Бородино. С 1836 года — командир Киевского артиллерийского гарнизона, с 1848 года — генерал-майор. В 1850 году имущество унаследовала его вдова В. Константинович. После её смерти в 1862 году наследники разделили усадьбу по разделительному акту. Частями владели жена статского советника А. Вернадская, жена генерал-майора Е. Неёлова (1824—1889) и жена коллежского асессора Е. Кравченко (1831 — ок. 1909) (все — дочери П. Константиновича). В 1870—1874 годах все части большой усадьбы скупила баронесса С. Икскюль-Гильденбанд, принадлежавшая к эстляндскому роду. На участке площадью 612 квадратных саженей (0,28 га) был сад площадью 200 квадратных саженей, выходивший на границу с улицей. В 1881—1883 годах в усадьбе построены деревянный одноэтажный дом и флигель, в проектировании и возведении которых участвовали архитекторы А.-Ф. Геккер и В. Николаев. После смерти баронессы (1897) вся усадьба в 1898 году перешла в собственность её сына — барона В. Икскюль-Гильденбанда. В апреле 1899 года он продал угловую часть усадьбы площадью 321 квадратная сажень с одноэтажным деревянным домом предпринимателю и филантропу, члену учетного комитета Киевской конторы Государственного банка С. Могилевцеву, а на оставшейся части усадьбы площадью 291 квадратная сажень построил доходный дом (ныне ул. Шелковичная, 19). Деревянный угловой дом был снесен, а на его месте по заказу С. Могилевцева был выстроен роскошный двухэтажный кирпичный особняк. Ныне распространено утверждение, что автор проекта дома — академик архитектуры Владимир Николаев, который проектировал несколько других особняков местности Липки, оформленных в духе историзма, и был лично знаком с заказчиком; вместе с тем, прямые документальные свидетельства того, что В. Николаев является строителем «Шоколадного домика», до настоящего времени не выявлены. Въезд в усадьбу устроен по ул. Шелковичной (старые ворота утеряны).
В 1934 году часть помещений дома подверглась реконструкции; консультантом при этом был архитектор П. Алёшин. Стены и потолки оформлены обоями высокого качества, облицованы глазурованными изразцами с тщательным подбором рисунка, выполнена художественная мастиково-альфрейная отделка на стенах и потолках по лепке с применением натуральных красок, бронзы, золота и серебра.
До 1934 года дом сохранял жилое назначение, потом он был передан в НКВД, в 1948 году — Управлению делами Совета Министров УССР. Перед войной здесь находилось Всесоюзное общество культурной связи с заграницей. В 1960—1980 годах (по другим данным — до 1982 года) особняк использовался в качестве городского Дворца бракосочетания.
В 1983—1986 и в 1991—1993 годах внутренние помещения и фасад дома были частично отреставрированы. В 1986 году здание передали Детской картинной галерее. 2 апреля 2009 года особняк был передан музею русского искусства. В открытой 17 февраля 2010 года реорганизованной Детской картинной галерее проводятся художественные выставки, концерты классической музыки, детские праздники, лектории по истории искусства для детей и взрослых, экскурсии по залам особняка, творческие вечера и другие культурные мероприятия.
В планах — завершение реставрации здания, открытие детской художественной школы, музея частной коллекции, музея одной картины.

## Архитектура

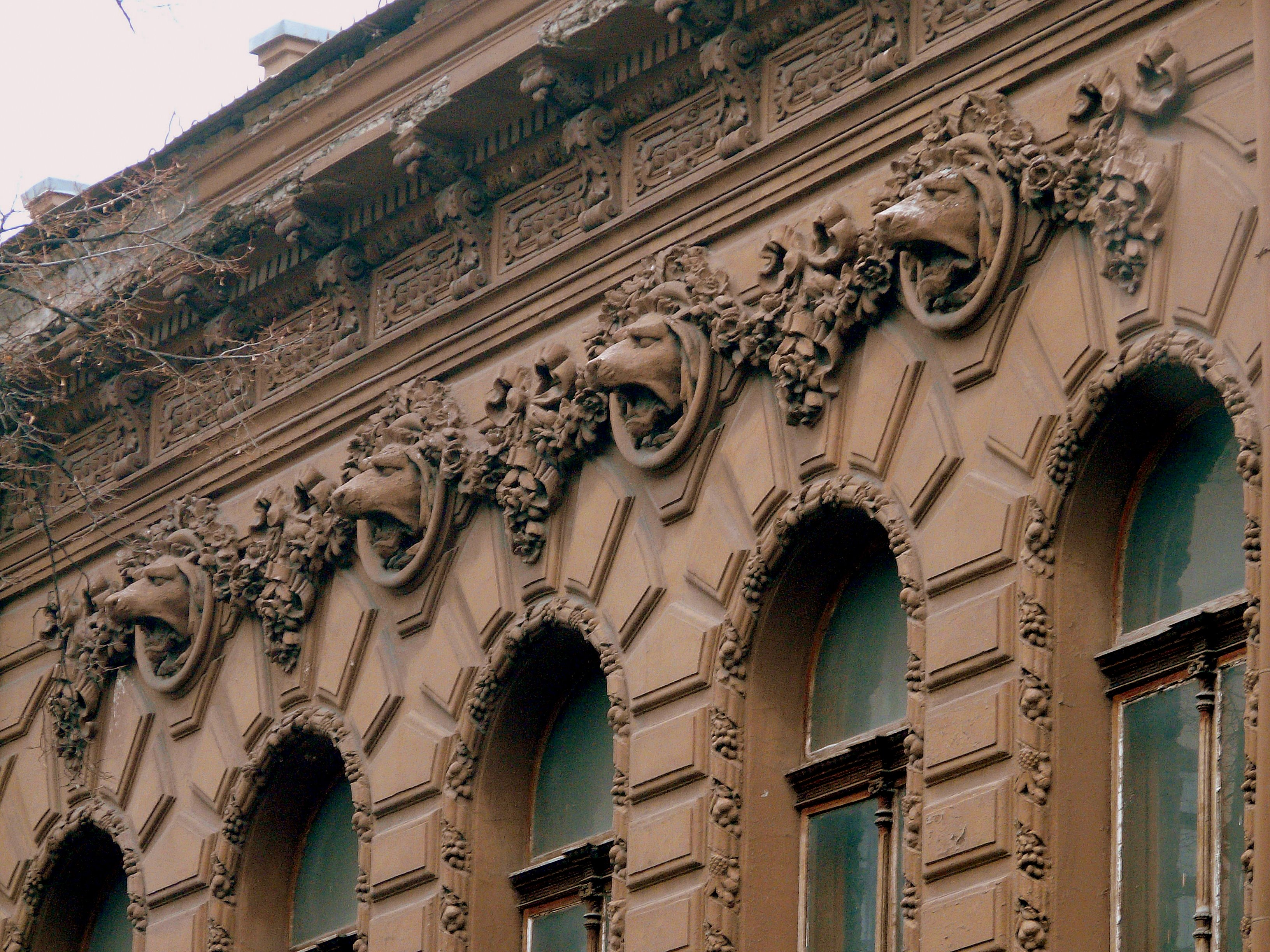
Фрагмент фасада

Дом двухэтажный с подвалом и мезонином, кирпичный, штукатуренный, в плане приближен к Г-образному. Со двора на второй этаж ведёт деревянная лестница. Система планирования смешанная: часть помещений, сгруппированных вокруг центрального распределительного вестибюля, имеет анфиладное планирование, часть — коридорное.
Решён в стилизованных формах ренессансной дворцовой архитектуры. Отличается пластической выразительностью фасадов за счёт объёмной рустовки (на первом этаже с фактурной обработкой) и включения больших горельефных деталей. Лицевой и боковой фасады имеют симметричное построение. Центральные оси выделены порталами. На лицевом фасаде вход фланкирован полуколоннами тосканского ордера на пьедесталах и завершён лучковым фронтоном с геральдической композицией в тимпане. Окна первого этажа акцентированы волютами на замковых камнях, боковые полуциркульные окна второго этажа с пилястрами коринфского ордера в импостах содержат в замковых камнях кадуцеи — аллегорические жезлы античного бога торговли Меркурия. Символика отвечала роду занятий хозяина — купца, удостоенного высокого чина пятого класса, статского советника, «вне правил, за выдающуюся деятельность в интересах народного образования». Центральные окна второго этажа оформлены рустованными архивольтами, в антревольтах помещены барельефы с львиными маскаронами и гирляндами, в подоконниках — массивные валики. Тёмного тона кирпично-красный цвет, в который оштукатурены стены, стал основанием для его названия — «шоколадный дом».
Архитектурное оформление интерьеров выполнено в различных исторических стилях: готическом (столовая), мавританском, барокко (кабинет), русском и стиле модерн (гостиная). Художественную ценность представляют резные деревянные дверные и оконные рамы, панели, карнизы для штор, литая оконная фурнитура, витражи, светильники, кафельные печки.
Большой парадный зал на втором этаже украшен лепкой с элементами скульптуры. В декоре помещений дома широко использовано дерево: стены одной из комнат оформлены резными дубовыми панелями, потолки — деревянными кессонами.
Зал № 4 в северо-восточной части здания украшен росписями в стиле модерн. Форма углового помещения площадью 24,7 м2 приближена к квадрату. Под двенадцатью позднейшими наслоениями открыта уникальная живопись рубежа 19—20 вв., 60 % которой является авторской. Шесть арочных окон (три — на северной, три — на восточной стенах) украшены витражами, двустворчатое заполнение двух входных проёмов (в южной и западной стенах) — геральдической орнаментальной росписью. Оштукатуренные стены и потолок расписаны масляными красками в характерной для модерна графической манере. Падугу украшает лепленный позолоченный фриз. Потолок с трёх сторон (за исключением восточной) обрамлён широкой полосой растительного орнамента. Аналогичные плавно изогнутые полосы делят его на три неравных сектора произвольной формы. Самый большой сектор в юго-восточном углу занимает две трети потолка. На его основном серо-зелёном фоне ритмично повторяется изображение мелких бледно-голубых цветов, напоминающих васильки, в центре сектора — жёлто-коричневая бабочка. Плавному изгибу диагонально направленной полосы вторит гирлянда из бледно-голубых, достаточно крупных цветов, напоминающих лён. Начало и конец гирлянды подчеркнуты вьющимися листьями серо-зеленого цвета. В юго-восточном углу помещены две ветви бледно-розовых лилий (символ чистоты и целомудрия) с причудливо переплетенными листьями и стеблями тускло-зелёного цвета. В северном углу потолка изображены декоративные цветы тёмно-вишневого цвета, напоминающие астры. Восточную часть потолка полностью занимает любимое изображение стиля модерн — павлин (символ красоты) с полураспущенным пышным хвостом. На оливкового цвета оперении, оттенёном бронзой, — сине-голубые изображения «павлиньего глаза» с коричневым контуром. Шея и грудь у птицы голубые, их изысканный изгиб подчёркивает бледно-сиреневая полусфера, которую заполняет россыпь бело-сиреневых соцветий. Сектор, прилегающий к северной стене, имеет голубой фон с разбросанными по нему жемчужно-сероватыми шестиугольными звёздами, сгущающимися к центру плафона. На их фоне в круглом медальоне — изображение женской головки с белокурыми распущенными волосами в пышном венке из белых лилий. Причудливо переплетённые пучки густых волос струями спадают по плечам сказочной девы. Они, словно стебли неизвестных растений, стекают вниз за пределы медальона, вторя переплетенным листьям соседнего изображения. Небольшой сектор, прилегающей к западной стене, — с лиловым фоном. Три серо-сиреневых цветка, расположенных симметрично, напоминают астры. Они окружены листвой — символом вечной жизни — и бутонами. Падуга потолка представляет собой лепленный орнамент с растительно-геральдическими элементами, объединёнными лентами, в котором чередуются две разновидности букетов: первый — из цветков и бутонов, напоминающих мак (символ опьянения и грёз), второй — из цветов и бутонов лилий. Лепленный орнаментальный фриз позолочен.
Южная и западная стены наиболее насыщены практически зеркально повторяющимися росписями. Композиционными центрами росписи этих стен являются окрашенные в бледно-розовые тона двери, филёнки которых украшены изысканным узором из стилизованных стеблей и цветов мака в пастельных тонах. Тёмно-вишнёвая разновысокая «волна» (10—30 см), идущая по периметру стен, опускаясь и поднимаясь, словно обволакивает дверной проём, зрительно его расширяя. Тёмно-вишнёвый фон подчеркивает абрис двери, вверху — в виде овала. Над дверью размещён картуш, на фисташковом фоне которого изображены два тесно переплетённых цветка, напоминающие ромашки, в окружении лент тёмно-зелёного цвета. Чуть ниже картуша изображены два симметричных золотистых цветка, также напоминающие ромашки. Стену вокруг двери украшает симметричная композиция из гирлянд тёмно-вишнёвых и сиренево-серых маков, а также крупных серо-голубых орхидей, возвышающихся на упругих стеблях. Переплетённые линии стеблей орхидей и маков, а также двойной контур (светло-коричневый и бронзовый), обтекающий все изображения, способствуют органичной компоновке прямоугольного дверного проёма в общей отделке зала. Мотив маковой гирлянды возникает ещё раз, дополняя общую композицию, около оконных проёмов северной и восточной стен, окрашенных в серо-зелёный цвет.
Росписи зала — редкий образец монументальной живописи в стиле модерн в жилищной архитектуре Украины.
Сам дом — достопримечательность эпохи историзма.

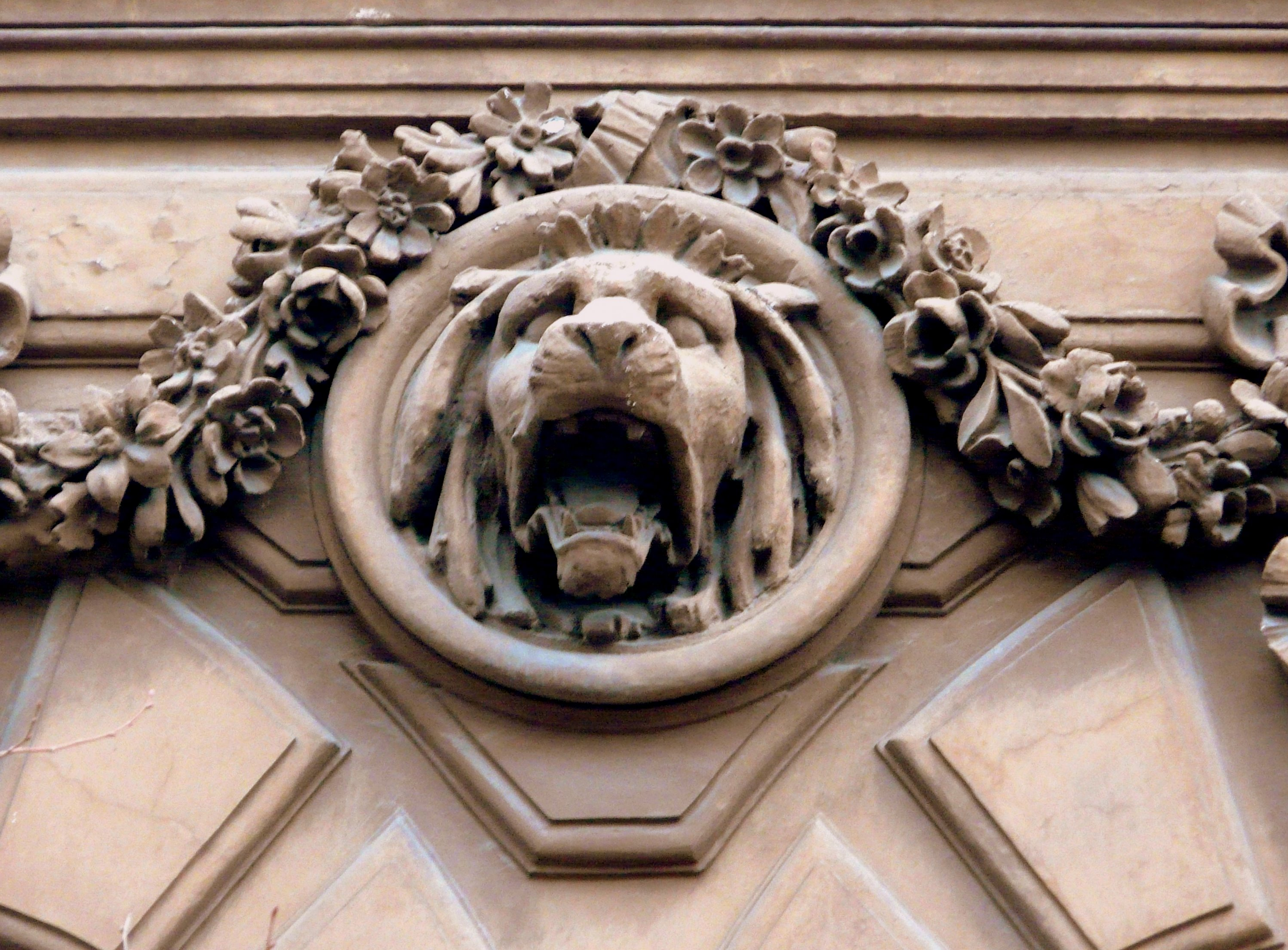
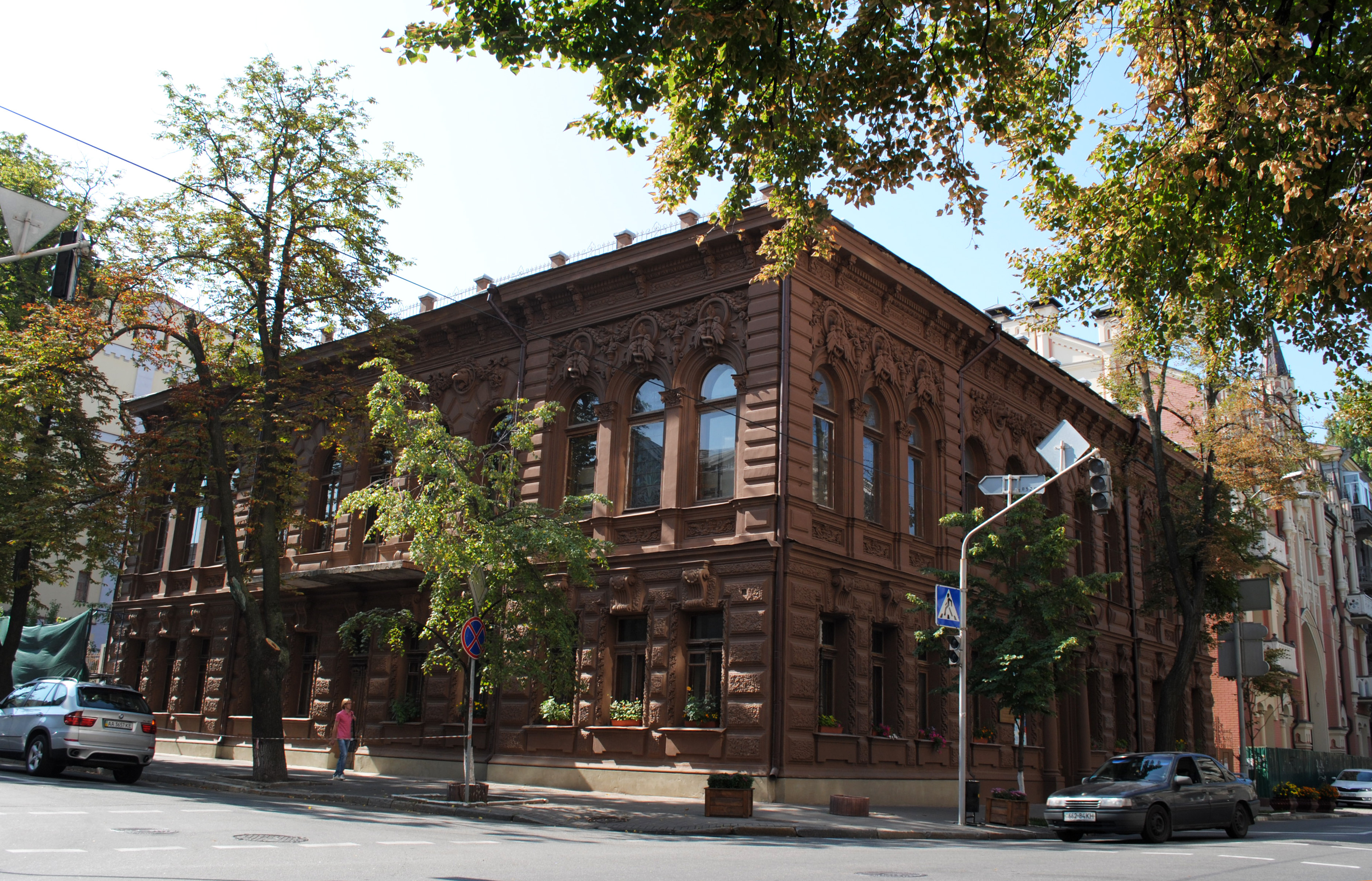
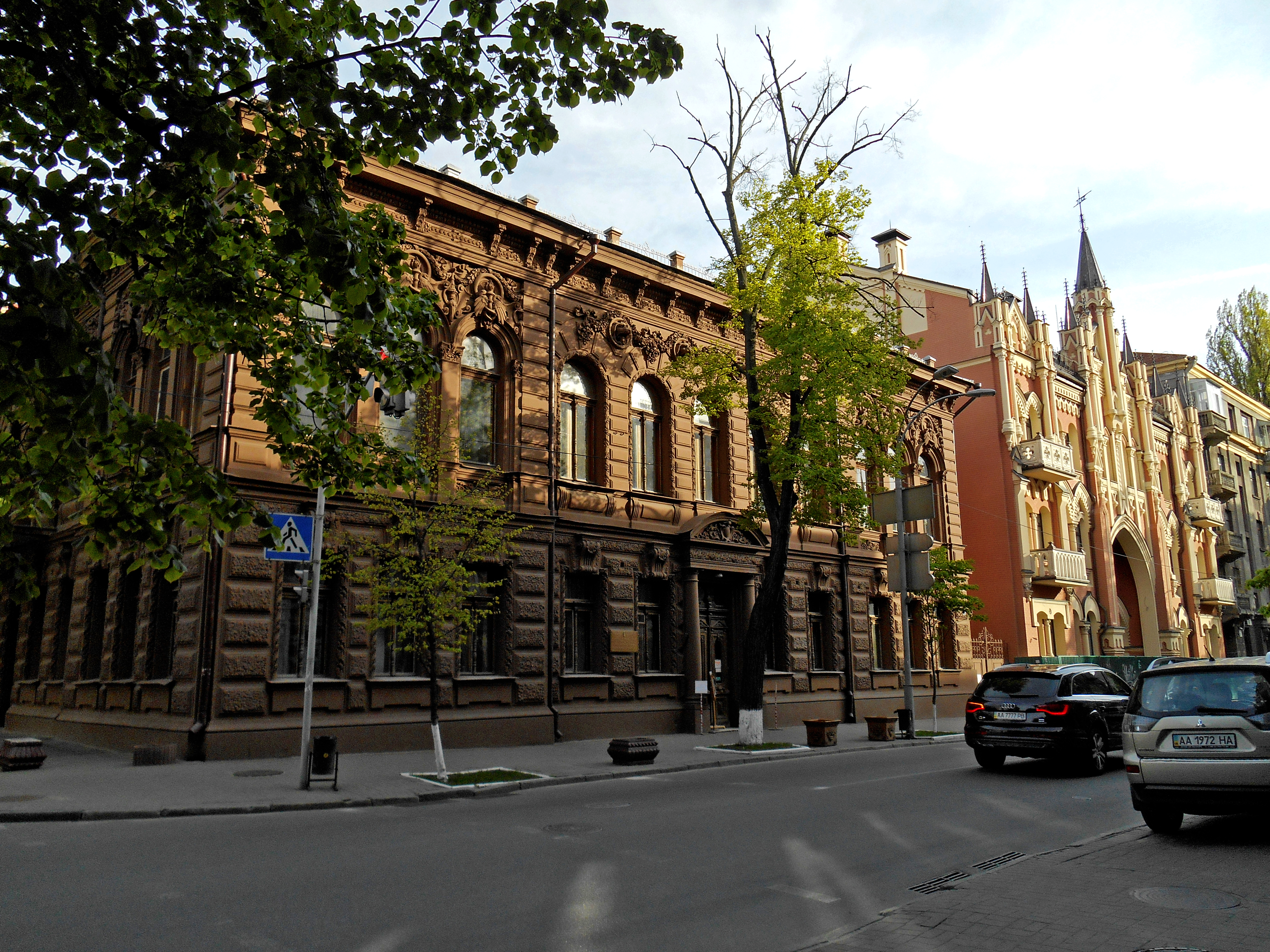
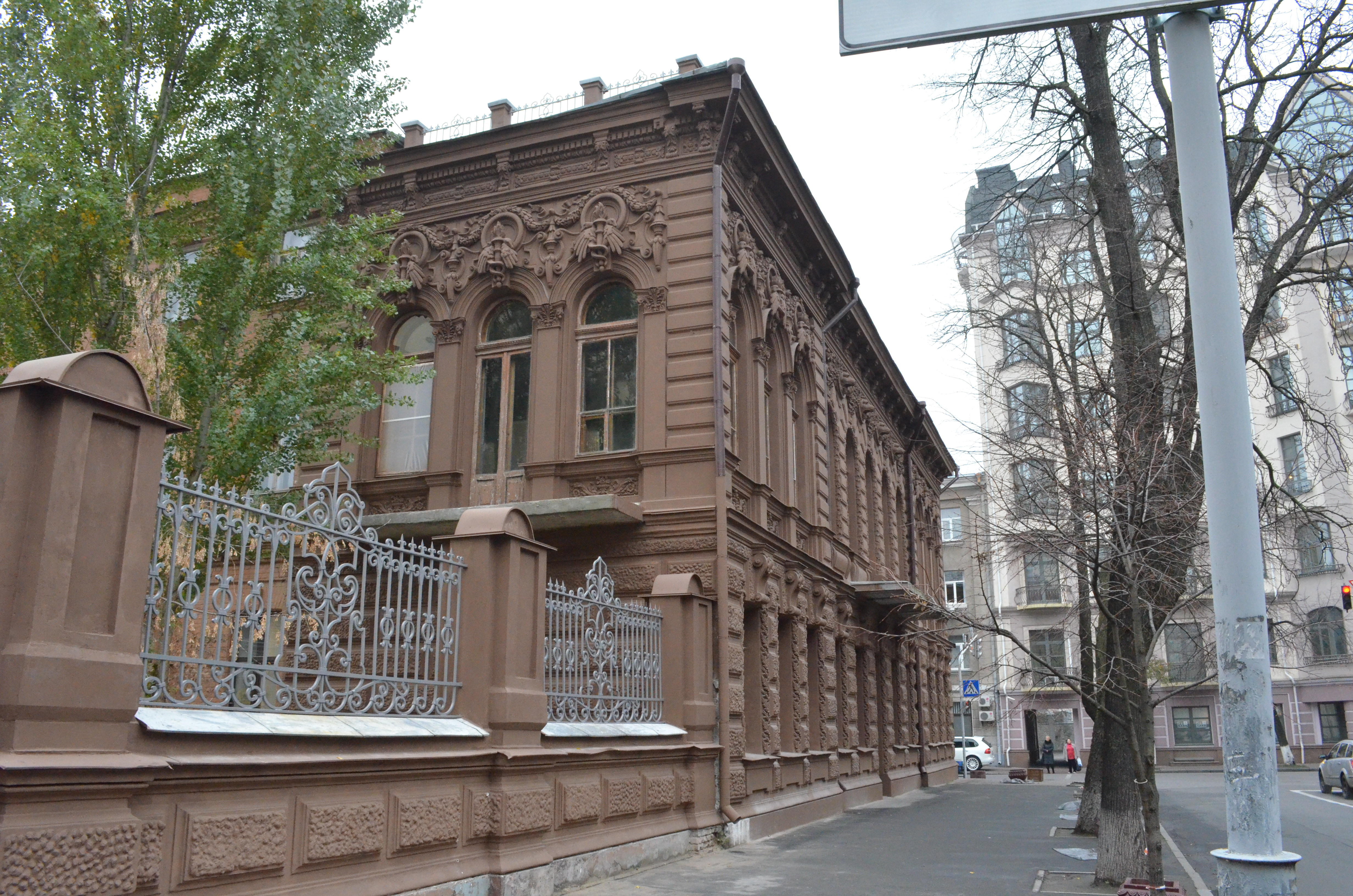
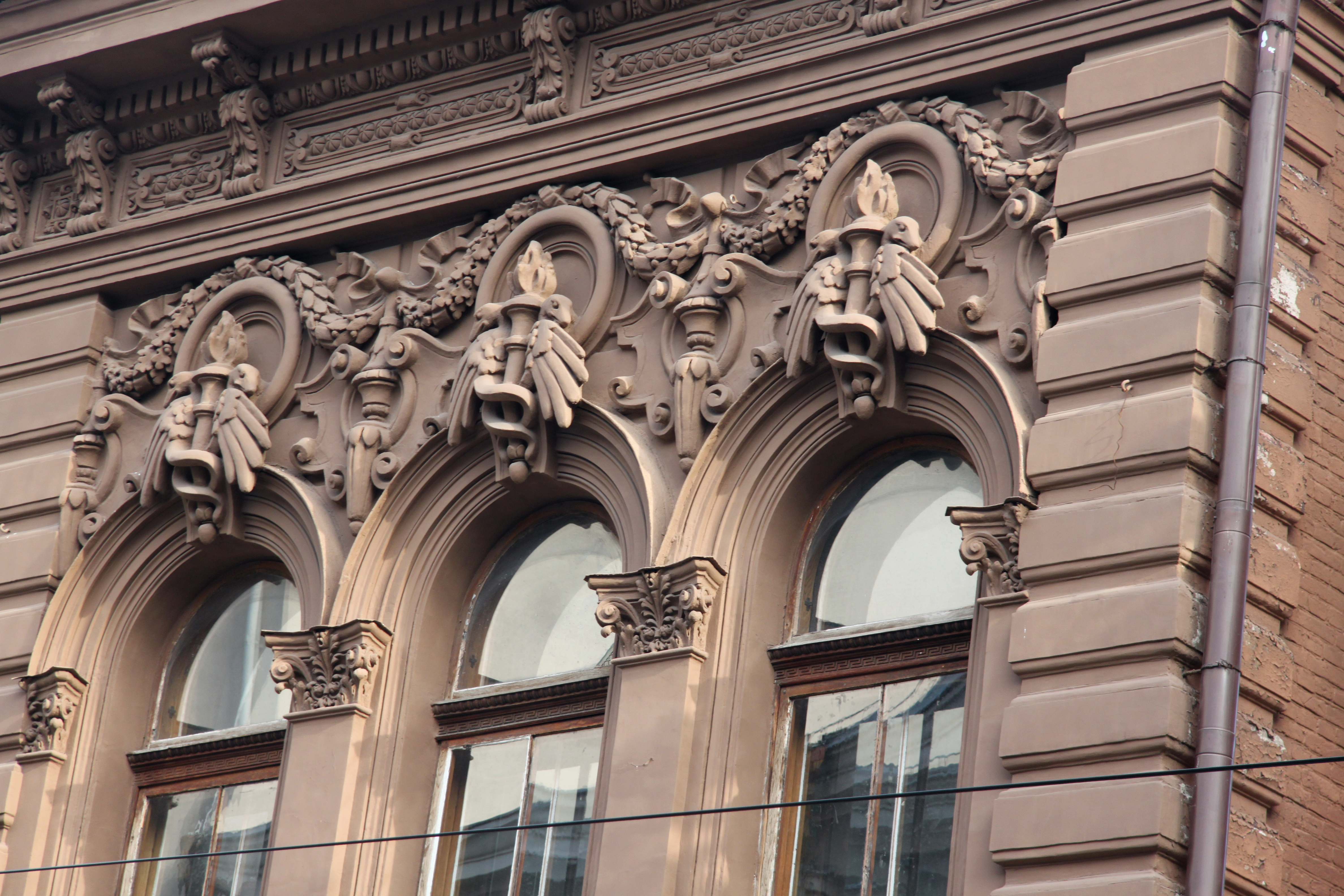

## Известные жильцы дома
- Могилевцев, Семён Семёнович (1846—1917).

Киевский купец 1-й гильдии, благотворитель, общественный деятель. Происходил из семьи брянских лесопромышленников, окончил Новгород-Северскую гимназию, учился на юридическом факультете Санкт-Петербургского университета, но полный курс не прошёл. В 1876 году переехал в Киев, где продолжил лесоторговое дело. Построил на берегу Днепра (на углу улиц Набережно-Крещатицкой и Туровской) первую в Киеве паровую лесопилку, где перерабатывалась древесина, поступавшая лесосплавом с верховьев Припяти, Днепра, Десны, с лесов Волыни, Беларуси, Орловщины. Там её перерабатывали в пиломатериал, поставляемый на стройки города. Широко поставленное дело давало значительные прибыли, а С. Могилевцев, не обременённый собственной семьёй, был щедрым благотворителем. Он был членом Киевского сиротского суда (с 1880), гласным Городской думы (1883—1894), директором-казначеем городского кредитного товарищества (1886—1896), председателем Киевского биржевого комитета, председателем совета старшин Киевского купеческого собрания, старостой домовой церкви Св. Николая в доме генерал-губернатора. Возглавлял многочисленные комитеты и комиссии по сооружению различных общественных учреждений. Интересовался историей, искусством, имел хорошую библиотеку по искусству, коллекцию картин, был почётным попечителем Киевского художественного училища, казначеем городского Общества любителей старины и искусства. В 1909 году подарил Городскому музею около 200 предметов, найденных при археологических раскопках. В 1910 году на средства С. Могилевцева была построена больница на 40 коек, которой присвоено имя Е. Треповой, жены генерал-губернатора, которая традиционно опекала благотворительное общество. На оборудование новой больницы (на углу современных улиц Большой Васильковской и Лабораторной) пожертвовал 3 тыс. рублей. С началом Первой мировой войны там расположился госпиталь Красного Креста при Киевской бирже, которым три года ведал С. Могилевцев. Самым главным его вкладом в развитие Киева стало сооружение в 1911 году на собственные средства (500 тыс. рублей) Педагогического музея (ул. Владимирская, 57).
С. Могилевцев умер дома, завещав имущество многочисленным племянникам. Похоронен в Брянске на кладбище Петропавловского монастыря около родных.
- Гермайзе, Осип Юрьевич (Иосиф Георгиевич; 1892—1958)

Историк, археограф, педагог, общественный деятель. Выпускник историко-филологического факультета Университета Св. Владимира (1916, ученик М. Довнар-Запольского). В период проживания в этом доме преподавал в высших школах Киева общие и специальные курсы истории Украины, истории революционных движений. Активно работал в учреждениях ВУАН. Секретарь, член постоянной комиссии по составлению историко-географического словаря украинской земли (1919—1929). Один из ведущих учёных Исторических учреждений ВУАН под руководством М. Грушевского. Занимал должность секретаря президиума Исторической секции ВУАН (с 1924), члена комиссий порайонного исследования Левобережной Украины и украинской историографии при ней, руководителя археографической комиссии (1924—1929). Возглавлял библиографический комитет редколлегии журнала «Украина», рабочую комиссию по изучению киевского некрополя, созданную по инициативе М. Грушевского в составе комиссии старого Киева Исторической секции. С образованием научно-исследовательской кафедры истории Украины утверждён руководителем секции методологии и социологического обоснования истории исторического отдела (1924—1929). Являлся научным руководителем одиннадцати аспирантов кафедры. В 1926—1929 годах возглавлял секцию истории Украины научно-исследовательской кафедры марксизма-ленинизма при ВУАН.
Арестован в 1929 году по делу «Союза освобождения Украины». В мае 1930 года осуждён на пять лет лагерей и поражение в правах на два года. Наказание отбывал в Ярославском политизоляторе, на Соловках. С 1934 года находился в административной ссылке в Саратове, где 8 декабря 1937 года повторно осуждён на десять лет лишения свободы. В 1944 году получил новый приговор — десять лет заключения. Умер в тюрьме.
Автор около 40 научных работ по историографии, истории общественных и революционных движений на Украине, краеведению, истории литературы, науки. Подготовил и издал документы по истории украинского движения во времена Первой мировой войны (1926). Ряд трудов посвящён деятельности В. Антоновича, Б. Гринченко, М. Грушевского, М. Драгоманова, В. Дурдукивского, Н. Костомарова, Т. Шевченко, Д. Яворницкого. Среди киевоведческих трудов «Шевченківська демонстрація в Київі 1914: По матеріалах архіву Київського Губернського Жандармського Управління» («Шевченковская демонстрация в Киеве 1914: По материалам архива Киевского Губернского Жандармского Управления», 1924), «З революційної минувшини Київа: Конференція Українського студентства в Київі в 1911» («Из революционного прошлого Киева: Конференция Украинского студенчества в Киеве в 1911», 1926), «Праця Київського Українського Наукового Товариства на тлі наукового життя Наддніпрянської України» («Работа Киевского Украинского Научного Общества на фоне научной жизни Надднепрянской Украины», 1929) и др.
Проживал в Шоколадном домике в конце 1920-х годов.
- Кистяковский, Игорь Александрович (1876—1941)

Учёный-правовед, общественный деятель, министр внутренних дел Украинской державы. Сын известного украинского учёного и общественного деятеля А. Кистяковского. Окончил юридический факультет Университета Св. Владимира (1897), изучал гражданское и римское право в университетах Германии. Некоторое время преподавал в Киевском университете римское право, в 1903 году переехал в Москву, где занимался адвокатской практикой, преподавал в Московском университете и Коммерческом институте. В 1910 году покинул университет в знак протеста против чиновничьего вмешательства в автономные права вуза. Под влиянием идей М. Драгоманова, которые широко пропагандировал его брат — известный философ Б. Кистяковский, заинтересовался украинским национальным движением, материально поддерживал издание журнала «Украинская жизнь». В 1917 году вернулся в Киев. В мае 1918 года назначен на должность государственного секретаря, в июле — министра внутренних дел в правительстве Ф. Лизогуба. Член партии кадетов. Придерживался умеренно-консервативного курса. Входил в группу министров Украинской державы, поддерживавший национальный курс в её деятельности. Заместитель председателя украинской делегации на переговорах с РСФСР (23 мая — 7 октября 1918 года). С июля 1918 года — сенатор. Умер в Париже.
Проживал в Шоколадном домике в 1917—1918 годах.
- Макаренко, Николай Емельянович (1877—1938)

Археолог и музеевед. Годы проживания в этом доме были трагическими в его судьбе. Известный учёный был не согласен с административно-партийным руководством ВУАН, в 1929 году вышел из состава Всеукраинского археологического комитета (ВУАК), Софийской комиссии и других учреждений ВУАН. Участвовал в археологических раскопках в Приазовье, доказал, что Мариупольский могильник — памятник мирового значения. По возвращении в 1932 году в Киев назначен руководителем сектора рабовладельческого общества при секции истории материальной культуры ВУАК. В 1934 году включён в состав комиссии по демонтажу мозаик и фресок Михайловского Златоверхого монастыря. Был единственным членом комиссии, не подписавшим акт об уничтожении древнерусской достопримечательности и выступившим против строительства Правительственной площади в Киеве, угрожающего гибелью другому древнерусскому памятнику — собору Святой Софии. Это привело к первому аресту 26 апреля 1934 года. Учёного на три года выслали в Казань, где он работал преподавателем художественного техникума и консультантом исторического музея. 24 апреля 1936 года вновь арестован, сослан в лагерь. 4 января 1938 года расстрелян в Новосибирске. В 1960 году реабилитирован.
Проживал в Шоколадном домике в 1927—1934 годах.
- Раковский, Христиан Георгиевич (наст. Кристи Станчев; 1873—1941)

Деятель болгарского, румынского, русского социал-демократического движения, государственный деятель Украины. Родился в г. Котел (Болгария). Врач по специальности. В январе—марте 1918 года — председатель Верховной автономной коллегии по борьбе с контрреволюцией на Украине, Румынии, член Румчерода. В мае—октябре 1918 года — председатель делегации РСФСР на переговорах с Украинской державой. В 1919—1923 годах — нарком иностранных дел, председатель Совнаркома УССР. С 1923 года — полпред СССР в Великобритании, заместитель наркома иностранных дел СССР. Арестован в 1937 году. Осуждён по делу «антисоветского правотроцкистского движения» в марте 1938 года. Расстрелян в Орловской тюрьме в 1941 году. Реабилитирован в 1988 году.
Проживал в Шоколадном домике несколько месяцев 1919 года.
- Яворский, Матвей Иванович (1884—1937)

Историк, академик ВУАН (с 1929). Один из первых украинских историков-марксистов, оппонент научной школы М. Грушевского. Выпускник юридического факультета Львовского университета (1910). С 1922 года работал в Украинском институте марксизма-ленинизма в Харькове, одновременно с 1924 года — заместитель, в 1926—1929 годах — исполняющий обязанности председателя Укрнауки при Наркомпросе УССР. Арестован в марте 1931 года по делу «Украинского национального центра». В 1932 году осуждён на шесть лет заключения. Расстрелян на Соловках в ноябре 1937 года. Реабилитирован в 1989 году. Автор многих научных работ, посвящённых истории Украины, общественно-политических движений, вопросам истории философии, марксистской методологии истории, первых в украинской историографии марксистских учебников по истории Украины и т. п.
Проживал в Шоколадном домике в 1929—1930 годах.

## Городские легенды
- Еще при жизни Могилевцева по Киеву ходила легенда о его любви к замужней женщине, княгине или графине, для тайных свиданий с которой купец-миллионер построил роскошный особняк.